# Domhnall Gleeson
Domhnall Gleeson (født 12. maj 1983 i Dublin) er en irsk skuespiller, manusforfatter og instruktør. Han er søn af Brendan Gleeson, som også er skuespiller. Domhnall Gleeson er mest kendt for rollen som Bill Weasley i Harry Potter-filmene.

## Karriere
Gleeson lavede sit eget tv-show i Irland i 2010, som hedder Your Bad Self. Her spillede han forskellige roller og skrev selv manus til hele projektet. Samme år fik han også en rolle i dramafilmen Never Let Me Go med Carey Mulligan, Andrew Garfield og Keira Knightley. Senere på året spillede han Bill Weasley i Harry Potter og Dødsregalierne - del 1 og ti gange Oscar-nominerede True Grit med Jeff Bridges, Matt Damon, Hailee Steinfeld og Josh Brolin. Han gentog rollen som Bill Weasley i Harry Potter og Dødsregalierne - del 2 i 2011.
I 2015 spillede han rollen som General Hux i Star Wars: The Force Awakens.

## Filmografi

### Film
- American made .... Monty Schafer
- Star Wars: The Force Awakens ....General Hux
- About Time (2013) .... Tim
- Anna Karenina (2012) .... Levin
- Shadow Dancer (2012) .... Connor
- Harry Potter og Dødsregalierne - del 2 (2011) .... Bill Weasley
- True Grit (2010) .... Moon (The Kid)
- Harry Potter og Dødsregalierne - del 1 (2010) .... Bill Weasley
- Never Let Me Go (2010) .... Rodney
- Sensation (2010) .... Donal
- Perrier's Bounty (2009) .... Clifford
- A Dog Year (2009) .... Anthony Armstrong
- Studs (2006) .... Trampis
- Boy Eats Girl (2005) .... Bernard

### Fjernsyn
- When Harvey Met Bob (2010) .... Bob Geldof (TV-film)
- Your Bad Self (2010) .... Varierte karakterer (6 episoder)
- The Last Furlong (2005) .... Sean Flanagan (3 episoder)
- Rebel Heart (2001) .... Byrne (1 episode)

### Kortfilm
- Corduroy (2009) .... ???
- Stars (2005) .... Brian (stemme)
- Six Shooter (2004) .... Cashier

### Instrutør / manusforfatter
- Your Bad Self (2010) .... (6 episoder) – manus
- Noreen (2010) .... regi og manus
- What Will Survive of Us (2009) .... regi og manus